# Indonesia's Next Top Model (mùa 2)
Mùa thứ hai của Indonesia's Next Top Model được phát sóng hàng tuần trên đài truyền hình tư nhân Indonesia NET. bắt đầu từ ngày 4 tháng 11 năm 2021. Trong mùa này, số lượng thí sinh tăng lên là 18. Luna Maya và Panca Makmun quay lại làm giám khảo cho mùa này còn Deddy Corbuzier và Patricia Gouw sẽ không còn là giám khảo nữa, nên vị trí của họ được thay thế bởi khách mời và người cố vấn từ mùa đầu tiên, Ivan Gunawan và Ayu Gani. Đối tác chính thức của mùa này là Samsung Galaxy Z Flip 3 5G. Mùa này được quay theo các quy trình nghiêm ngặt về sức khỏe vì đại dịch COVID-19.
Trong mùa giải này, các thí sinh sẽ được chia thành đội và họ sẽ chụp hình cá nhân cùng với chụp hình theo nhóm trong từng buổi chụp hình, đội nào làm tốt hơn thì tất cả các thành viên của đội đó sẽ được miễn loại còn đội thua cuộc thì sẽ có ít nhất một người bị loại. Ngoài buổi chụp hình, họ cũng sẽ có thử thách trình diễn thời trang để quyết định ai sẽ ở lại và ai phải ra về.
Người chiến thắng trong cuộc thi là Sarah Tumiwa, 21 tuổi đến từ Jakarta. Cô giành được: giải thưởng tiền mặt lên tới hàng trăm triệu Rupiah, một chiếc xe Suzuki XL7 hoàn toàn mới và một chiếc điện thoại Samsung Galaxy Z Flip 3 5G.

## Các thí sinh
(Tuổi tính từ ngày dự thi)
| Thí sinh                         | Biệt danh | Tuổi | Chiều cao               | Quê quán   | Bị loại ở | Hạng  |
| -------------------------------- | --------- | ---- | ----------------------- | ---------- | --------- | ----- |
| Gisela Martha Olesen             | Gisela    | 22   | 1,76 m (5 ft 9+1⁄2 in)  | Surabaya   | Tập 2     | 18    |
| Ayu Nisa Nurfitri                | Ayu       | 27   | 1,73 m (5 ft 8 in)      | Yogyakarta | Tập 4     | 17    |
| Aziza Carmelita Alhafiz          | Aziza     | 22   | 1,68 m (5 ft 6 in)      | Palembang  | Tập 6     | 16    |
| Aurel Vida Oriana                | Aurel     | 17   | 1,70 m (5 ft 7 in)      | Bandung    | Tập 8     | 15    |
| Marissa Lorylin Widjaja          | Marissa   | 19   | 1,72 m (5 ft 7+1⁄2 in)  | Bali       | Tập 12    | 14–13 |
| Maria Yolanda Wenur              | Yolanda   | 24   | 1,68 m (5 ft 6 in)      | Surabaya   | Tập 12    | 14–13 |
| Sitta Novita                     | Sitta     | 27   | 1,76 m (5 ft 9+1⁄2 in)  | Jakarta    | Tập 14    | 12    |
| Tiffany Zhu                      | Tiffany   | 24   | 1,72 m (5 ft 7+1⁄2 in)  | Medan      | Tập 16    | 11    |
| Ni Made Chainia Lovera Lilipaly  | Chainia   | 17   | 1,73 m (5 ft 8 in)      | Surabaya   | Tập 18    | 10    |
| Nita Oktarina Pangestu           | Nita      | 22   | 1,73 m (5 ft 8 in)      | Bandung    | Tập 20    | 9     |
| Alfirda Alifia                   | Alfi      | 22   | 1,78 m (5 ft 10 in)     | Jakarta    | Tập 24    | 8     |
| Maria Christina Evanny Wityo     | Evanny    | 24   | 1,77 m (5 ft 9+1⁄2 in)  | Jakarta    | Tập 30    | 7     |
| Tiffany Regina Iskandar          | Jolie     | 27   | 1,68 m (5 ft 6 in)      | Jakarta    | Tập 32    | 6     |
| Audya Veronica Ananta            | Audya     | 22   | 1,71 m (5 ft 7+1⁄2 in)  | Surabaya   | Tập 34    | 5     |
| Peace Jemima Okechukwu Nnatuanya | Peace     | 18   | 1,68 m (5 ft 6 in)      | Jakarta    | Tập 36    | 4     |
| Faradina Amalia                  | Faradina  | 28   | 1,79 m (5 ft 10+1⁄2 in) | Yogyakarta | Tập 38    | 3     |
| Helen Hiu                        | Helen     | 20   | 1,70 m (5 ft 7 in)      | Jakarta    | Tập 40    | 2     |
| Sarah Gabriella Tumiwa           | Sarah     | 21   | 1,75 m (5 ft 9 in)      | Jakarta    | Tập 40    | 1     |

## Thứ tự gọi tên
| 1  | Jolie    | Peace    | Faradina | Faradina | Audya           | Nita            | Helen    | Sarah    | Jolie    | Evanny   | Peace    | Helen  | Helen  | Peace    | Audya    | Helen    | Faradina | Sarah    | Helen    | Sarah |  |  |  |  |
| 2  | Yolanda  | Jolie    | Sitta    | Nita     | Nita            | Audya           | Sarah    | Audya    | Faradina | Sarah    | Helen    | Audya  | Jolie  | Helen    | Helen    | Audya    | Peace    | Faradina | Sarah    | Helen |  |  |  |  |
| 3  | Audya    | Nita     | Tiffany  | Audya    | Sarah           | Evanny          | Audya    | Alfi     | Sarah    | Alfi     | Sarah    | Sarah  | Audya  | Audya    | Jolie    | Sarah    | Helen    | Helen    | Faradina |       |  |  |  |  |
| 4  | Aurel    | Evanny   | Chainia  | Peace    | Peace           | Jolie           | Jolie    | Nita     | Audya    | Faradina | Evanny   | Evanny | Peace  | Faradina | Peace    | Faradina | Sarah    | Peace    |          |       |  |  |  |  |
| 5  | Aziza    | Aziza    | Nita     | Jolie    | Marissa         | Sarah           | Nita     | Faradina | Helen    | Peace    | Alfi     | Peace  | Sarah  | Jolie    | Faradina | Peace    | Audya    |          |          |       |  |  |  |  |
| 6  | Helen    | Sarah    | Sarah    | Evanny   | Tiffany         | Alfi            | Peace    | Peace    | Nita     | Audya    | Jolie    | Jolie  | Evanny | Sarah    | Sarah    | Jolie    |          |          |          |       |  |  |  |  |
| 7  | Sarah    | Faradina | Jolie    | Sarah    | Chainia         | Peace           | Alfi     | Evanny   | Evanny   | Helen    | Audya    | Alfi   |        | Evanny   | Evanny   |          |          |          |          |       |  |  |  |  |
| 8  | Faradina | Tiffany  | Helen    | Sitta    | Helen           | Tiffany         | Chainia  | Helen    | Alfi     | Jolie    | Faradina |        |        |          |          |          |          |          |          |       |  |  |  |  |
| 9  | Marissa  | Helen    | Aurel    | Helen    | Alfi            | Helen           | Evanny   | Jolie    | Peace    | Nita     |          |        |        |          |          |          |          |          |          |       |  |  |  |  |
| 10 | Tiffany  | Aurel    | Evanny   | Alfi     | Yolanda         | Faradina        | Faradina | Chainia  | Chainia  |          |          |        |        |          |          |          |          |          |          |       |  |  |  |  |
| 11 | Peace    | Marissa  | Marissa  | Chainia  | Jolie           | Sitta           | Tiffany  | Tiffany  |          |          |          |        |        |          |          |          |          |          |          |       |  |  |  |  |
| 12 | Chainia  | Audya    | Peace    | Tiffany  | Sitta           | Chainia         | Sitta    |          |          |          |          |        |        |          |          |          |          |          |          |       |  |  |  |  |
| 13 | Evanny   | Yolanda  | Audya    | Yolanda  | Evanny Faradina | Marissa Yolanda |          |          |          |          |          |        |        |          |          |          |          |          |          |       |  |  |  |  |
| 14 | Alfi     | Chainia  | Yolanda  | Marissa  | Evanny Faradina | Marissa Yolanda |          |          |          |          |          |        |        |          |          |          |          |          |          |       |  |  |  |  |
| 15 | Ayu      | Alfi     | Alfi     | Aurel    |                 |                 |          |          |          |          |          |        |        |          |          |          |          |          |          |       |  |  |  |  |
| 16 | Sitta    | Sitta    | Aziza    |          |                 |                 |          |          |          |          |          |        |        |          |          |          |          |          |          |       |  |  |  |  |
| 17 | Nita     | Ayu      |          |          |                 |                 |          |          |          |          |          |        |        |          |          |          |          |          |          |       |  |  |  |  |
| 18 | Gisela   |          |          |          |                 |                 |          |          |          |          |          |        |        |          |          |          |          |          |          |       |  |  |  |  |

      Thí sinh chiến thắng trong thử thách chụp hình nhóm và được miễn loại
     Thí sinh bị loại
     Thí sinh không bị loại khi rơi vào cuối bảng
     Thí sinh được quay trở lại cuộc thi
     Thí sinh không được quay trở lại cuộc thi
     Thí sinh chiến thắng cuộc thi
- Trong tập 27 và 28, 13 thí sinh bị loại trước đó được quay lại thi đấu để giành lấy cơ hội được quay trở lại cuộc thi. Họ đã có thử thách loại trừ đầu tiên là một buổi trình diễn thời trang và 5 cô gái vượt qua được thử thách này là Chainia, Evanny, Faradina, Sitta & Yolanda. Họ đã được bắt cặp với top 5 hiện tại trong buổi chụp hình và kết quả là Evanny & Faradina là 2 thí sinh được chọn để quay lại cuộc thi.
- Kể từ tập 28, sẽ không còn thử thách chụp hình nhóm theo đội và các thí sinh sẽ thi đấu cá nhân.

### Các thử thách
Buổi chụp hình & Video
- Tập 1: Ảnh chân dung vẻ đẹp với trang sức và ong
- Tập 3: Nhào lộn trên không trung
- Tập 5: Búp bê rối trong ngôi nhà hoang
- Tập 7: Video thời trang: Tự tin là chính mình với diện mạo mới
- Tập 9: Vũ công balê với bụi trắng trên không
- Tập 11: Ảo ảnh hai chiều trên biển quảng cáo cho Samsung Galaxy Z Flip 3 5G
- Tập 13: Quảng cáo cho Samsung Galaxy Z Flip 3 5G theo nhóm trong phong cách hoạt động buổi sáng
- Tập 15: Diễn viên xiếc trên xích đu
- Tập 17: Cô gái bộ tộc hoang dã
- Tập 19: Người máy tương lai với manơcanh
- Tập 21: Thời trang đồng quê với động vật
- Tập 23: Video âm nhạc: It's Only Me - Kaleb Jonath
- Tập 25: Thời trang băng giá trong bồn tắm đầy đá
- Tập 27: Tạo dáng trên cà kheo với thí sinh bị loại trước đó
- Tập 29: Chuyển động nghệ thuật
- Tập 31: Lãng mạn dưới trời mưa cùng người mẫu nam Kevin Suan
- Tập 33: Lơ lửng trên đèn chùm
- Tập 35: Đánh nhau với người mẫu nam
- Tập 37: Bức tranh hoàng gia cổ trong lửa với Danella Ilene
- Tập 39: Nữ thần biển ở đảo Pahawang

Trình diễn thời trang
- Tập 2: Trong váy đỏ của Jember Fashion Carnaval với những chiếc nón haute couture
- Tập 4: Theo phong cách thời trang công nghiệp
- Tập 6: Theo phong cách mùa thu trong gió
- Tập 8: Với điện thoại Samsung Galaxy Z Flip 3 5G cùng những kiểu tạo dáng táo bạo ở cuối sàn diễn
- Tập 10: Theo phong cách cá tính của tính cách
- Tập 12: Theo phong cách điệp viên bí mật
- Tập 14: Trong thiết kế của Herman Sahara với bàn xoay ở cuối sàn diễn qua phần biểu diễn ca khúc Hoolala của ca sĩ Yura Yunita
- Tập 16: Theo phong cách người diễn xiếc
- Tập 18: Theo phong cách tay đua xe
- Tập 20: Theo phong cách harajuku trên đường phố
- Tập 22: Theo phong cách dã ngoại ngoài trời (đội Evanny); Theo phong cách tiệc sinh nhật ngoài trời (đội Audya)
- Tập 24: Theo phong cách disco với phần biểu diễn của ca sĩ Reza Artamevia
- Tập 26: Theo phong cách anh em sinh đôi với người mẫu nam
- Tập 27: Theo phong cách rừng nhiệt đới với rổ trái cây trên đầu (dành cho các thí sinh bị loại)
- Tập 30: Theo phong cách sân chơi trẻ em
- Tập 32: Trong váy cưới với phần biểu diễn của ca sĩ Mario Ginanjar
- Tập 34: Trong trang phục Kebaya hiện đại của nhà thiết kế Anne Avantie
- Tập 36: Trong phong cách thập niên 1990 với những con lắc đang đung dưa trên sàn diễn
- Tập 38: Trong thiết kế của Mel Ahyar theo phong cách bức tranh nghệ thuật cùng với 3 người mẫu kì cựu
- Tập 40: Theo phong cách thiên thần; Trong thiết kế của Ivan Gunawan (cùng với các thí sinh bị loại trước đó qua phần biểu diễn của ca sĩ Marion Jola)